# Лозківська сільська рада
Лозківська сільська́ ра́да — колишній орган місцевого самоврядування в Володимирецькому районі Рівненської області. Адміністративний центр — село Лозки.

## Загальні відомості
- Лозківська сільська рада утворена в 1940 році.
- Територія ради: 31,863 км²
- Населення ради: 1 452 особи (станом на 2001 рік)

## Населені пункти
Сільській раді підпорядковані населені пункти:
- с. Лозки
- с. Кошмаки
- с. Суховоля

## Склад ради
Рада складалася з 16 депутатів та голови.
- Голова ради: Нечипорук Микола Дмитрович
- Секретар ради: Саламаха Надія Сергіївна

### Керівний склад попередніх скликань
| ПІБ                         | Основні відомості                                                        | Дата обрання | Дата звільнення |
| --------------------------- | ------------------------------------------------------------------------ | ------------ | --------------- |
| Башмаков Віктор Миколайович | Сільський голова, 1969 року народження, член Української Народної Партії | 26.03.2006   | 31.10.2010      |
| Нечипорук Микола Дмитрович  | Сільський голова, 1970 року народження, освіта вища, безпартійний        | 31.10.2010   |                 |

Примітка: таблиця складена за даними сайту Верховної Ради України